# Lucy Parker
Lucy Parker (Cambridge, 18 november 1998) is een voetbalspeelster uit Engeland. Ze speelt als verdediger voor Aston Villa WFC in de Super League.

## Clubcarrière
Parker werd geboren in Cambridge en kwam tien jaar uit in de jeugdopleiding van Arsenal. Vervolgens ging ze studeren in de Verenigde Staten. Aldaar kwam ze uit voor de universiteitsteams LSU Tigers en UCLA Bruins.
In 2021 tekende Parker haar eerste profcontract bij West Ham United. Ze maakte haar debuut in de Super League op 5 september 2021 in en 2-0 nederlaag tegen Brighton & Hove Albion.
Op 6 juli 2023 verliet Parker West Ham United door een tweejarig contract te tekenen bij Aston Villa WFC met de optie voor nog een jaar. Door een terugkerende enkelblessure moest Parker het merendeel van het seizoen 2023/24 missen. Ze liep dezelfde blessure tweemaal op dat seizoen.

## Statistieken
| Seizoen | Club            | Land     | Competitie   | Wedstrijden | Doelpunten |
| ------- | --------------- | -------- | ------------ | ----------- | ---------- |
| 2021/22 | West Ham United | Engeland | Super League | 14          | 0          |
| 2022/23 | West Ham United | Engeland | Super League | 14          | 0          |
| 2023/24 | Aston Villa     | Engeland | Super League | 8           | 1          |
| 2024/25 | Aston Villa     | Engeland | Super League | 13          | 1          |
| Totaal  | Totaal          | Totaal   | Totaal       | 49          | 2          |

Laatste update: 26 maart 2025

## Interlandcarrière
Parker werd voor het eerst opgeroepen voor het Engelse nationale team op 27 september 2022 voor vriendschappelijke wedstrijden tegen Verenigde Staten en Tsjechië. Door een blessure moest ze echter afzeggen op 4 oktober 2022. Tien dagen later werd ze nogmaals opgeroepen voor nieuwe vriendschappelijke wedstrijden tegen Duitsland en Zuid-Afrika.